# Cardiophorus stolatus
Cardiophorus stolatus är en skalbaggsart som beskrevs av Wilhelm Ferdinand Erichson 1840. Cardiophorus stolatus ingår i släktet Cardiophorus och familjen knäppare. Inga underarter finns listade i Catalogue of Life.